# Marko Rajamäki
Marko Rajamäki (* 3. Oktober 1968 in Göteborg) ist ein ehemaliger finnischer Fußballspieler und heutiger -trainer.

## Karriere

### Spieler

#### Verein
Rajamäki startete seine Karriere 1986 bei Turku PS, wo er 60 Tore in 166 Spielen schoss. Nach sieben Jahren, 1993, wechselte er zum Myllykosken Pallo -47. Dort blieb er eine Saison und schoss 26 Tore in 53 Spielen. Dann spielte er von 1994 bis 1997 für den schottischen Greenock Morton und schoss in 94 Spielen 29 Tore. In der Saison 1997/1998 kam Rajamäki nach Deutschland und spielte für den FSV Zwickau, bei dem er 18 Spiele hatte und ein Tor schoss. Dann wechselte er für die nächste Saison zum schottischen FC Livingston. Dort spielte er am wenigsten in seiner Karriere. Fünf Spiele hatte er dort. Dann kam er im Jahr 1999 als Leihe zum ebenfalls schottischen Hamilton Academical. Er spielte in acht Spielen. Noch im selben Jahr kam er zum Inter Turku, wo er in 21 Spielen 2 Tore schoss. Im nächsten Jahr kam er zurück zu seinem ersten Verein, dem Turku PS. Er spielte weitere 31 spiele und schoss 10 Tore. Im Jahr darauf ging er dann zum Salon Palloilijat und hatte dort 27 Spiele mit 12 geschossenen Toren. 2002 kam er wieder zurück zum Turku PS und spielte in 14 Spielen, schoss jedoch keine Tore.

#### Nationalmannschaft
Von 1993 bis 1995 spielte Marko Rajamäki für die Finnische Fußballnationalmannschaft. Er spielte in 16 Nationalspielen mit und schoss dabei drei Tore.

### Trainer
Nach seiner aktiven Karriere als Spieler war Rajamäki ab 2003 für Turku PS tätig. Nach fünf Jahren als A-Junioren-Trainer arbeitete er 2009 zunächst als Assistenz- und ab 2010 als Cheftrainer. 2014 wechselte Rajamäki zum Ligakonkurrenten Kuopion PS, wo er  bis zum 31. Dezember 2016 unter Vertrag stand. Seitdem ist er vereinslos.